# Phymateus morbillosus
Phymateus morbillosus är en insektsart som först beskrevs av Carl von Linné 1758.  Phymateus morbillosus ingår i släktet Phymateus och familjen Pyrgomorphidae.

## Underarter
Arten delas in i följande underarter:
- P. m. morbillosus
- P. m. sjostedti

## Bildgalleri

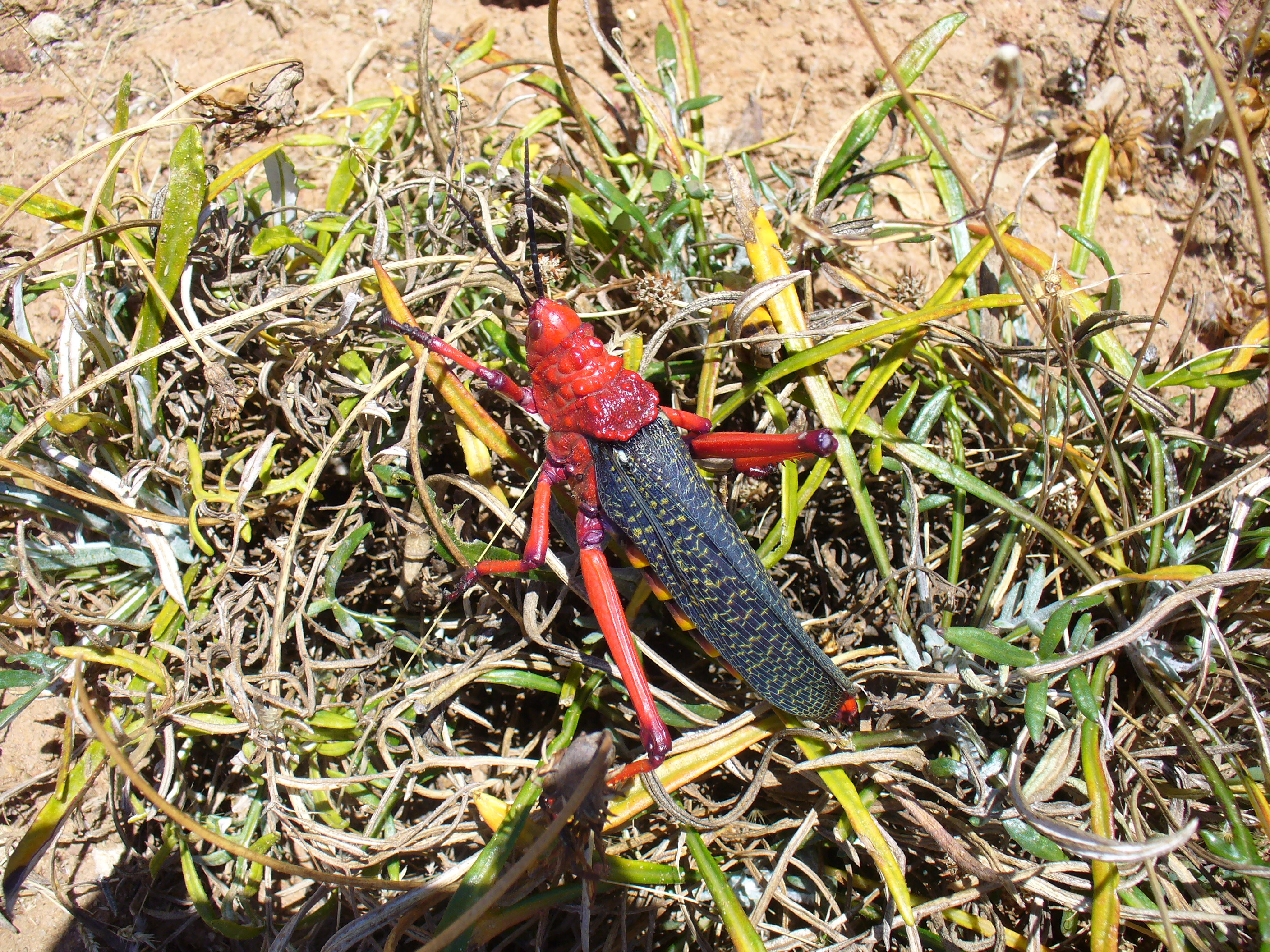
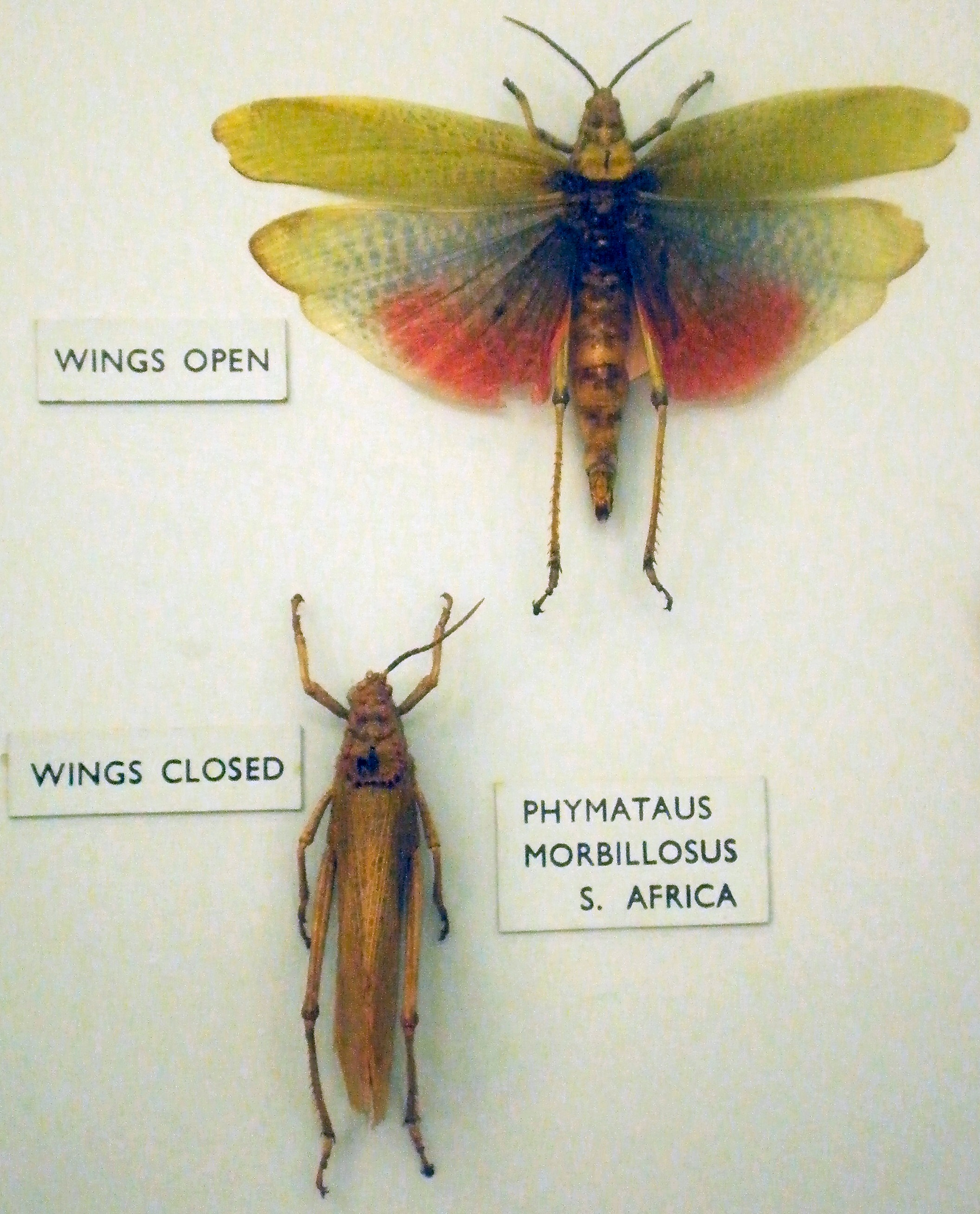
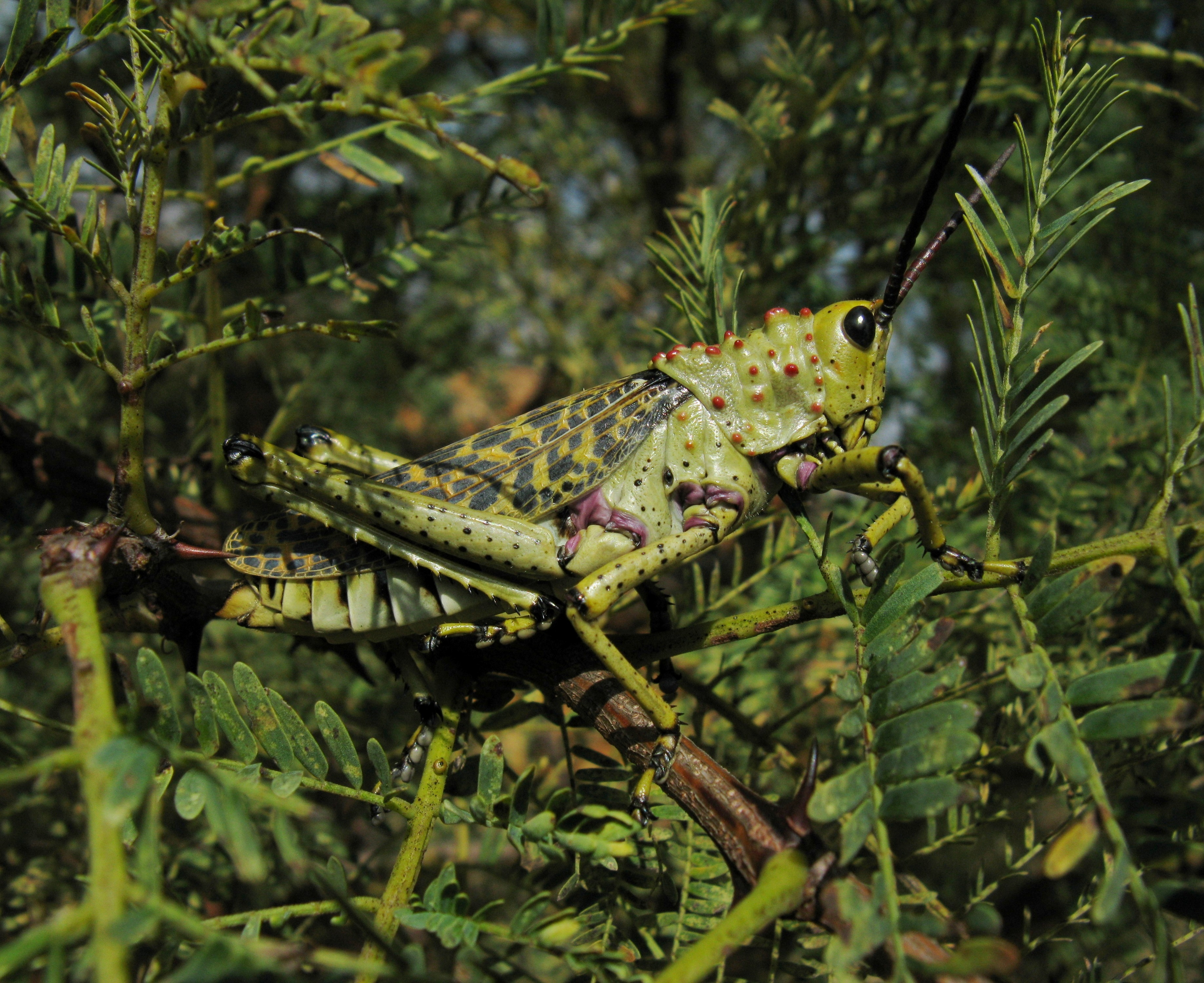